# Caloptilia semiclausa
Caloptilia semiclausa är en fjärilsart som först beskrevs av Edward Meyrick 1921.  Caloptilia semiclausa ingår i släktet Caloptilia och familjen styltmalar. Inga underarter finns listade i Catalogue of Life.